# مؤتمر بيلتمور
كان مؤتمر بيلتمور، المعروف أيضًا بقراره باسم برنامج بيلتمور، خروجًا أساسيًا عن السياسة الصهيونية التقليدية بمطالبته «بتأسيس فلسطين ككومنولث يهودي». عُقد الاجتماع في مدينة نيويورك في فندق بيلتمور المرموق من 9 مايو إلى 11 مايو 1942م بحضور 600 مندوب وزعيم صهيوني من 18 دولة. وصف عدد من المؤرخين برنامج بيلتمور بأنه «انقلاب افتراضي» داخل الحركة الصهيونية، حيث استُبدل القادة الأكثر اعتدالًا بقادة ذوي أهداف أكثر عدوانية.

## التاريخ

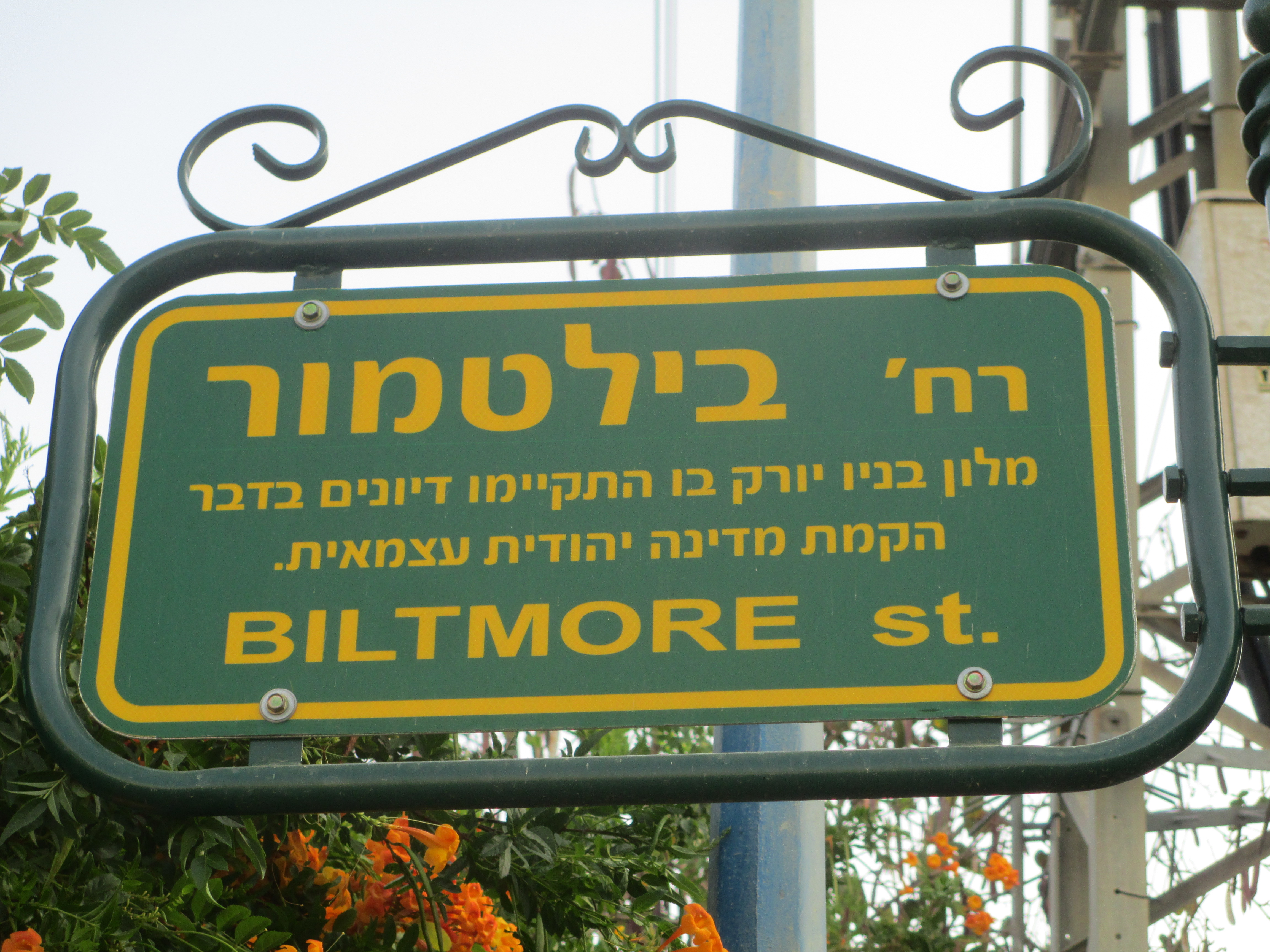
شارع بيلتمور، بتاح تكفا، في ذكرى مؤتمر بيلتمور

قبل بيلتمور، رفضت الصهيونية الرسمية بثبات صياغة الهدف النهائي للحركة مفضّلة بدلًا من ذلك التركيز على المهمة العملية المتمثلة في بناء الوطن القومي اليهودي. أصبح برنامج بيلتمور هو الموقف الصهيوني الرسمي حول الهدف النهائي للحركة. وفقًا لبن غوريون، كانت المرحلة «الأولى والضرورية» من البرنامج هي هجرة مليوني يهودي إضافي إلى فلسطين، وهو هدف أصبح فيما بعد السياسة الصهيونية الرسمية بعد تنقيحها في خطة المليون. لم تكن هناك إشارة إلى السكان المحليين في فلسطين الانتدابية، ووفقًا لما ذكرته أنيتا شابيرا، فقد شهدت انتقالًا إلى وجهة نظر مفادها أن الصراع كان حتمًا بين العرب واليهود، ويمكن أن يحل بالسيف فقط.
كان الدافع وراء التحول الكبير في بيلتمور هو المعارضة الشديدة للورقة البيضاء البريطانية لعام 1939، والتي فسرت فيها شروط الانتداب بطريقة تجمد «الجالية اليهودية إلى وضع أقلية دائمة»، والحرب السلبية في ذلك الوقت. وكان الدافع وراء ذلك هو إدراك أن أمريكا ستلعب دورًا أكبر في تحقيق التصاميم الصهيونية بعد الحرب.
موقف الصهيونية الرسمي الثابت لا يرضي الجميع. لقد عارضه المؤيد لبريطانيا حاييم وايزمان، وكذلك ثنائيو القومية مثل هنريتا زولد ويهوذا ل. ماغنيس رفضوه حيث خرجوا لتأسيس حزبهم، Ichud («التوحيد»)، الذي دعا إلى الاتحاد العربي اليهودي. كما أدت معارضة برنامج بيلتمور إلى تأسيس المجلس الأمريكي لليهودية المعادي للصهيونية.
لقد مُثلت منظمات صهيونية مختلفة في لجنة الطوارئ الأمريكية للشؤون الصهيونية، التي دعت إلى «المؤتمر الصهيوني الاستثنائي» كبديل عن المؤتمر الصهيوني (22) الكامل الذي تم إلغاؤه بسبب الحرب العالمية الثانية. كان من بين الحاضرين حاييم وايزمان، رئيس المنظمة الصهيونية العالمية، ودافيد بن غوريون كرئيس للوكالة التنفيذية اليهودية، كعضو في الهيئة التنفيذية للمنظمة الصهيونية الأمريكية. المنظمات الأربع الرئيسية لليهود الأميركيين الممثلة هي: المنظمة الصهيونية الأمريكية، وهداسا، ومزراحي، وبوال صهيون.[بحاجة لمصدر] ومن بين المنظمين الأمريكيين كان الحاخام الإصلاحي أبا هيليل سيلفر.[بحاجة لمصدر]

## الإعلان
كان البيان المشترك الصادر في نهاية الجلسة يعرف باسم برنامج بيلتمور. طلب البرنامج هجرة يهودية غير مقيدة إلى فلسطين. النص الكامل للبرنامج كما يلي:
1. يؤكد الصهاينة الأمريكيون المجتمعون في هذا المؤتمر الاستثنائي تفانيهم الواضح في قضية الحرية الديمقراطية والعدالة الدولية التي كرسها شعب الولايات المتحدة، المتحالف مع الأمم المتحدة الأخرى، ويعبرون عن إيمانهم بالنصر النهائي للإنسانية والعدالة على الفوضى والقوة الغاشمة.
2. يقدم هذا المؤتمر رسالة أمل وتشجيع لإخوانهم اليهود في الأحياء اليهودية ومعسكرات الاعتقال في أوروبا التي يسيطر عليها هتلر ويُصَلُّون من أجل ألا تكون ساعة التحرير الخاصة بهم بعيدة.
3. يبعث المؤتمر بأحر تحياته إلى المدير التنفيذي للوكالة اليهودية في أورشليم، فائاد ليومي، وإلى كل الييشوف في فلسطين، ويُعرب عن إعجابه العميق بثباتهم وإنجازاتهم في مواجهة المخاطر والصعوبات الكبيرة...
4. لقد أيقظ الشعب اليهودي في جيلنا، ولا سيما خلال العشرين سنة الماضية، وغيّر وطنه القديم. ومن 50,000 فرد في نهاية الحرب الأخيرة، زادت أعدادهم إلى أكثر من 500,000. لقد جعلوا أماكن النفايات تؤتي ثمارها وتزهر الصحراء. إن إنجازاتهم الرائدة في الزراعة والصناعة، والتي تجسد أنماطًا جديدة من المساعي التعاونية، قد كتبت صفحة بارزة في تاريخ الاستعمار.
5. في القيم الجديدة التي تم إنشاؤها على هذا النحو، شارك جيرانهم العرب في فلسطين. يرحب الشعب اليهودي في عمله الخاص بالفداء القومي بالتنمية الاقتصادية والزراعية والوطنية للشعوب والدول العربية. يعيد المؤتمر التأكيد على الموقف الذي سبق اتخاذه في مؤتمرات المنظمة الصهيونية العالمية، معربًا عن استعداد الشعب اليهودي ورغبته في التعاون الكامل مع جيرانه العرب.
6. يدعو المؤتمر إلى تحقيق الهدف الأصلي من وعد بلفور والانتداب الذي يعترف بالصلة التاريخية للشعب اليهودي بفلسطين كان منحهم الفرصة، كما ذكر الرئيس ويلسون، لتأسيس كومنولث يهودي هناك. يؤكد المؤتمر رفضه الثابت للورقة البيضاء الصادرة في مايو 1939، وينفي صلاحيتها المعنوية أو القانونية. تسعى الورقة البيضاء إلى تقييد حقوق اليهود في الهجرة والاستيطان في فلسطين، وفي الواقع، كما ذكر السيد ونستون تشرشل في مجلس العموم في مايو 1939، تشكل «خرقًا ونبذًا لإعلان بلفور». سياسة الكتاب الأبيض قاسية ولا يمكن الدفاع عنها في حرمان اليهود الفارين من الاضطهاد النازي من الملاذ؛ وفي الوقت الذي أصبحت فيه فلسطين نقطة محورية في الجبهة الحربية للأمم المتحدة، فإن على يهود فلسطين توفير كل القوى العاملة المتاحة للمزرعة والمصانع والمخيمات، فهي في صراع مباشر مع مصالح المجهود الحربي المتحالف.
7. في الكفاح ضد قوى العدوان والاستبداد، والتي كان اليهود هم أول ضحاياها، والتي تهدد الآن الوطن القومي اليهودي، يجب الاعتراف بحق يهود فلسطين في لعب دورهم الكامل في المجهود الحربي وفي الدفاع عن بلادهم، من خلال قوة عسكرية يهودية تقاتل تحت علمها وتحت القيادة العليا للأمم المتحدة.
8. يعلن المؤتمر أن النظام العالمي الجديد الذي سيتبع النصر لا يمكن تأسيسه على أسس السلام والعدالة والمساواة، ما لم يتم حل مشكلة التشرد اليهودي بشكل نهائي. يحث المؤتمر على فتح أبواب فلسطين؛ أن تكون الوكالة اليهودية منوطة بالسيطرة على الهجرة إلى فلسطين وبالسلطة اللازمة لإعادة بناء البلد، بما في ذلك تطوير أراضيها غير المأهولة وغير المزروعة؛ أن يتم تأسيس فلسطين ككومنولث يهودي مدمج في هيكل العالم الديمقراطي الجديد.

عندها فقط وعندها سيتم تصحيح الخطأ القديم الذي ارتكب ضد الشعب اليهودي.
بعد موافقة المجلس الصهيوني العام في فلسطين، تم اعتماد برنامج بيلتمور كمنصة للمنظمة الصهيونية العالمية.

## الكومنولث اليهودي
تكمن أهمية البرنامج بالنسبة للكومنولث اليهودي في تجاوز شروط وعد بلفور (الذي تم التأكيد عليه مرة أخرى كسياسة بريطانية من قبل كتاب ونستون تشرشل الأبيض لعام 1922) بأنه يجب أن يكون هناك «وطن قومي لليهود» في فلسطين. ووفقًا لعامي إيسيروف، فقد كان البرنامج «خطوة حاسمة في تطور الحركة الصهيونية، التي اعتبرت نفسها على نحو متزايد على أنها معارضة لبريطانيا بدلًا من أن تكون متعاونةً معها، وأنها قررت أن بن غوريون والسلطة التنفيذية الصهيونية في فلسطين من الآن فصاعدًا، هو من سيقود الحركة الصهيونية بدلًا من وايزمان وهو من سيحدد السياسة تجاه البريطانيين».
ومع أنه تحدث للشعب اليهودي عن «التنمية الاقتصادية والزراعية والوطنية للشعوب والدول العربية»، إلا أن برنامج بيلتمور كان ضِمنًا رفضًا لاقتراح الحل الثنائي لمسألة التعايش العربي اليهودي في فلسطين.[بحاجة لمصدر] صوتت هاشومير هاتزير، وهي مجموعة صهيونية اشتراكية، صوتت ضد البرنامج.
نمت تقديرات تدمير يهود أوروبا طوال عامي 1942 و1943. حث حاييم وايزمان على إعادة تقييم برنامج بيلتمور في يونيو 1943. حاييم وايزمان، الذي قدر نسبة التدمير ب25% في السابق مثلما أعلن في مؤتمر بيلتمور، بدا متفائلًا للغاية. لم يوافق الحاخام ماير برلين زعيم حزب مزراحي الصهيوني مع ذلك بحجة أنه لا يمكن لأحد معرفة عدد اليهود الذين سيبقون على قيد الحياة وعدد الذين سيموتون.

## المؤتمر اليهودي الأمريكي
في المؤتمر اليهودي الأمريكي الذي عُقد في 29 أغسطس 1943، اعترض جوزيف برسكوير وروبرت غولدمان على تبني برنامج بيلتمور، وجادلا بأن المشكلة العاجلة كانت جهود الإنقاذ، وليست إنشاء الكومنولث اليهودي. شعر غولدمان أن برنامج بيلتمور كان مرجحًا بشكل غير ملائم لإنشاء كومنولث يهودي وأن التركيز على هذا كأولوية من شأنه أن يعوق الجهود المبذولة لإنقاذ يهود أوروبا.
بينما اقترح آبا سيلفر وإيمانويل نيومان أن يكون تأسيس الكومنولث اليهودي هو الهدف الأساسي.

## روابط خارجية
- النص الكامل للإعلان في المكتبة الافتراضية اليهودية وفي eNotes
- شبكة الشرق الأوسط: برنامج بيلتمور